# Josep Maria Trabal i Benessat
Josep Maria Trabal i Benessat   (Sabadell, 20 de gener de 1897 - Valparaíso, 1981) - Valparaíso, 1981) fou un advocat, traductor i dibuixant, membre de la Colla de Sabadell, com el seu germà, Francesc Trabal.
Amb el pseudònim de Tramuntana, col·laborà en diverses publicacions com a caricaturista. El 1919 exposà a l'Acadèmia de Belles Arts de Sabadell. Molt important fou la seva participació en l'extraordinari Almanac del Diari de Sabadell de 1928. Va traduir al francès Allò que tal vegada s'esdevingué, del seu amic Joan Oliver. Fou un dels gestors destacats de l'Associació de Música. S'exilià a França amb el grup de Roissy-en-Brie i, amb l'ocupació alemanya, s'embarcà en el vaixell Florida cap a Xile.